# Museo Fabergé (San Pietroburgo)
Il Museo Fabergé, inaugurato il 19 novembre 2013, si trova a San Pietroburgo presso Palazzo Šuvalovskij  . Si tratta del primo museo privato in Russia dedicato al grande gioielliere Carl Fabergé. La nascita del museo si deve alla Fondazione storico-culturale The Link of Times, fondata dall'imprenditore russo Viktor Vekselberg nel 2004 con l'intento di riportare in Russia le opere artistiche culturali di valore fuoriuscite dal paese. 
Il museo, diretto da Vladimir Voronchenko, è potuto nascere grazie all’acquisto (2004), da parte di Vekselberg, della formidabile collezione di opere del gioielliere raccolte in precedenza dal magnate americano Malcolm Forbes. Di qui ha inizio la raccolta, da parte della Fondazione, della collezione che compone il museo: più di 4.000 opere di arte russa figurativa e applicata. 

## Le collezioni del museo
Il museo ospita numerosi reperti degli ultimi Imperatori di Russia, in particolare nove delle uova imperiali Fabergé, ovvero doni pasquali creati dalla Maison di gioielleria Fabergé per la Famiglia imperiale: Uovo con gallina, Uovo rinascimentale, Uovo del bocciolo di rosa, Uovo dell'incoronazione, Uovo dei mughetti, Uovo del XV anniversario, Uovo con galletto, Uovo dell'alloro e Uovo dell'Ordine di San Giorgio.
La collezione del museo presenta inoltre opere di vario genere che mostrano i numerosi campi di attività della maison di gioielleria di Carl Fabergé: uova pasquali, oggetti di fantasia, gioielli decorativi, accessori da scrivania, argenti da tavola, manufatti di culto e da interni, nonché opere pittoriche e oggetti di porcellana. 
La raccolta comprende anche opere realizzate da altre famose case di gioielleria e artigianato russe contemporanee di Fabergé.

## Carl Fabergé[3]e la sua maison di gioielleria
Il 1842 rappresenta l’anno d’inizio dell’attività dell’azienda orafa Fabergé, quando il mercante della seconda gilda Gustav Fabergé (padre di Carl Fabergé) aprì nella zona dell’Ammiragliato di San Pietroburgo un piccolo negozio con bottega per la lavorazione di oggetti preziosi in oro e brillanti. Così come molti altri gioiellieri di quel tempo, anche Gustav Fabergé si stabilì nella capitale dell’Impero. Sarà proprio qui a San Pietroburgo che nascerà suo figlio Peter Carl, sotto la cui direzione l’impresa orafa acquisterà gloria e popolarità.
Gustav Fabergé capì che il figlio, in quanto futuro direttore dell’azienda di famiglia, aveva bisogno di ricevere una preparazione completa. Pertanto lo inviò per un lungo periodo all’estero, dove poté visitare i centri storici dell’arte della gioielleria, quali Firenze e Parigi. Carl fu artista e designer, intere serie di manufatti furono realizzati in base ai suoi progetti. Nel corso di quindici anni di attività si dedicò completamente a titolo gratuito alla manutenzione e al restauro dei lavori dell’Ermitage Imperiale. 
Nel 1872 Carl assunse la direzione dell’azienda che, grazie al suo raffinato gusto estetico e alla sua incredibile energia divenne la più grande impresa di gioielleria di Russia. Nel 1885 Carl Fabergé ricevette il titolo di “Fornitore ufficiale” della Somma Corte; dopo cinque anni fu nominato “Esperto del Gabinetto” di Sua Maestà Imperiale. La Maison Fabergé aveva delle filiali a Mosca (dal 1887), a Odessa (dal 1900), a Kiev (dal 1905 al 1910) e dal 1903 anche a Londra. La produzione orafa principale, il negozio più importante e l’ufficio si trovavano nella casa stessa di Carl Fabergé, nell’edificio in via Bolshaya Morskaya a San Pietroburgo. Qui erano dislocati gli studi dei designer e degli scultori, c’era una magnifica biblioteca specializzata in opere d’arte, il lussuoso appartamento alla moda di Carl Fabergé e i principali laboratori orafi dove il maestro poteva controllare personalmente i lavori.
Durante la Prima guerra mondiale la maison di Fabergé attraversò notevoli difficoltà. Molti dei suoi maestri orafi, compresi i migliori, che erano addetti alla realizzazione delle commesse della famiglia imperiale dei Romanov, furono chiamati alle armi o nelle fabbriche statali. L’azienda, pur continuando a produrre i suoi abituali manufatti, dovette lavorare anche per la difesa soddisfacendo le necessità del fronte.
Dopo la Rivoluzione d’Ottobre la casa di gioielleria Fabergé cessò la sua attività. Nel 1918 Carl Fabergé, travestito da corriere dell’ambasciatore britannico, abbandonò la Russia e appena due anni dopo morì a Losanna, in Svizzera. Carl Fabergé è sepolto nel Cimetière du Grand Jas a Cannes.

## Palazzo Šuvalovskij[2]
Il Palazzo, situato sul lungofiume Fontanka, venne costruito alla fine del XVIII secolo. A tutt’oggi non é noto il nome dell’architetto, alcuni studiosi ritengono che ne sia autore Giacomo Quarenghi, altri invece attribuiscono la costruzione del palazzo a Nikolaj Lvov. I primi proprietari del palazzo furono i Vorontzov, che nel 1799 lo vendettero a Maria Naryshkina, consorte del ciambellano di corte Dmitrij Naryshkin.
Nel 1834 il Palazzo Naryshkin, che disponeva a quel tempo della sala da ballo più grande di Pietroburgo, fu scelto come luogo per festeggiare il compimento della maggiore età dell’erede al trono Alessandro Nikolajevich, futuro imperatore Alessandro II. Nel 1846 un’erede della famiglia Naryshkin, Sofia, sposò il conte Pietro Šuvalovskij. In occasione delle loro nozze il palazzo subì una significativa ricostruzione a opera degli architetti Nikolaj Efimov e Bernard de Simon. 
Nel 1859 ancora una volta il palazzo fu ampiamente ristrutturato su progetto di Rudolf Berngard. Dopo la Rivoluzione d’Ottobre nel Palazzo Naryshkin-Šuvalovskij venne istituito il Museo della Vita dei nobili, successivamente divenne Casa della Stampa, e a seguire vi trovarono posto diverse istituzioni, come la Casa degli Ingegneri e dei Lavoratori. Nel 1963 vi si stabilì la Casa dell’Amicizia e della Pace con i popoli dei paesi stranieri. 
Nel 2006 la Fondazione storico-culturale The Link of Times ha stipulato un accordo con l’amministrazione di San Pietroburgo per l’affitto del Palazzo Šuvalovskij per un periodo di 49 anni, dando così inizio ai lavori della sua ristrutturazione. I lavori, durati 7 anni, sono stati realizzati esclusivamente con le risorse della fondazione The Link of Times.